# Strukturlipide
Strukturlipide sind Fettstoffe (Lipide), die zum Aufbau biologischer Strukturen, insbesondere Zellmembranen beitragen.
Diese Lipide enthalten neben unpolaren Fettsäuren auch andere polare Restgruppen. Nach diesen Restgruppen klassifiziert man sie chemisch als
- Phospholipide (mit Phosphatrest)
- Glykolipide (mit Zuckerrest)